# メタり!!
「メタり！！ (feat. Tom Morello)」（英： METALI!!）は、BABYMETALの配信シングル。2023年 8月18日にトイズファクトリーから発売された。

## 概要
当楽曲は、新生BABYMETALとして初の楽曲。アメリカのロックバンドレイジ・アゲインスト・ザ・マシーンのギタリストトム・モレロがゲスト参加している。

## ミュージック・ビデオ
当楽曲のミュージック・ビデオ（以下MV）は2023年8月18日にYoutubeのBABYMETAL公式チャンネルで公開された。監督は「メギツネ」を担当した多田卓也。「BxMxC」以来久しぶりのスタジオ収録のMV。
　MVでもBABYMETALとトム・モレロが共演。“メタ村”を舞台に、“メタ村ニキとネキ”による「わっしょい」「どっこいしょ」というかけ声とともに、BABYMETALが輪になって“メタ音頭”を激しく踊るパフォーマンスを展開する。伝統的なJ-RAPの要素を取り入れたBABYMETALの新たな一面と、トム・モレロのギタープレイが楽曲の世界観に斬新な彩りを与えている。
　2024年1月22日、「メタり！！（feat. Tom Morello）」のライブMVがYouTubeで公開された。映像は、2023年10月、11月に開催されたBring Me The Horizon主宰の音楽フェス「NEX_FEST」で収録された。

## ライブ・パフォーマンス
2023年8月16日にZepp Hanedaで開催された会員限定ワンマンライブ「BABYMETAL APOCRYPHA - ANOTHER ONE –」で初披露され、その後のサマーソニック2023、海外ツアーでも披露された。